# Sybra rufulescens
Sybra rufulescens là một loài bọ cánh cứng trong họ Cerambycidae.